# HMS Furious (47)
El HMS Furious (47) fue un crucero de batalla, reconvertido en portaaviones  de la Real Marina Británica, que participó en ambas guerras mundiales.

## Historial

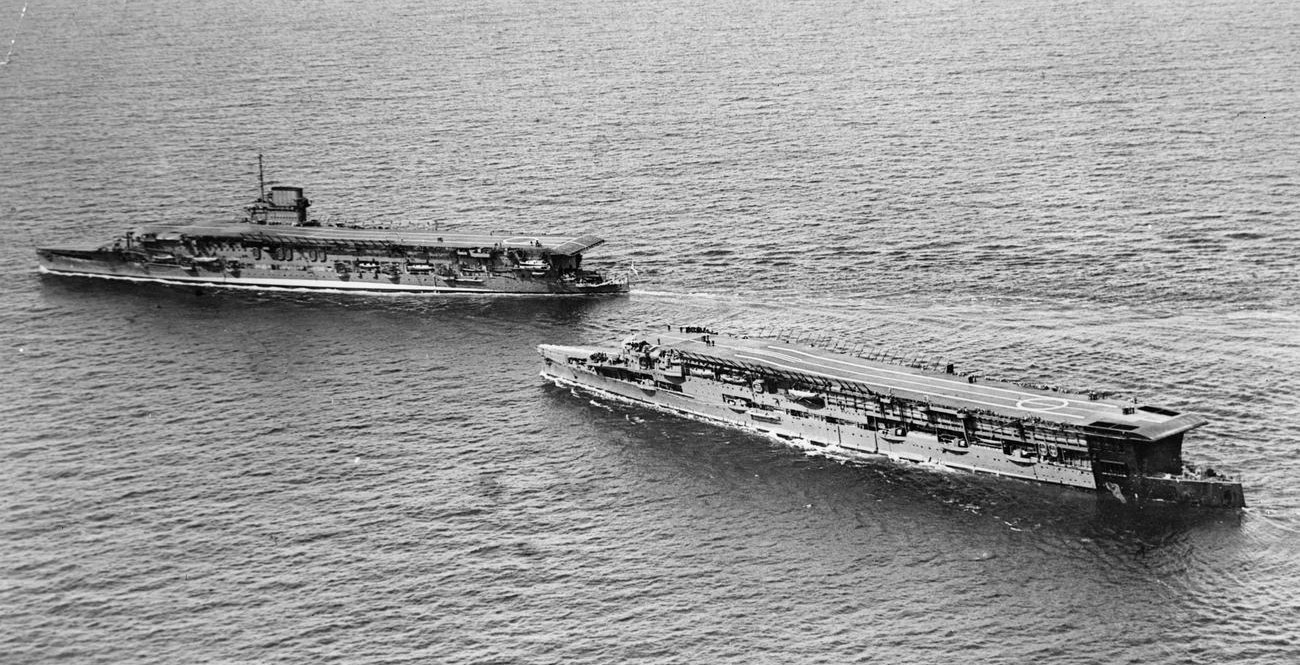
El HMS Furious (derecha) y el HMS Glorious (izquierda) en 1930.

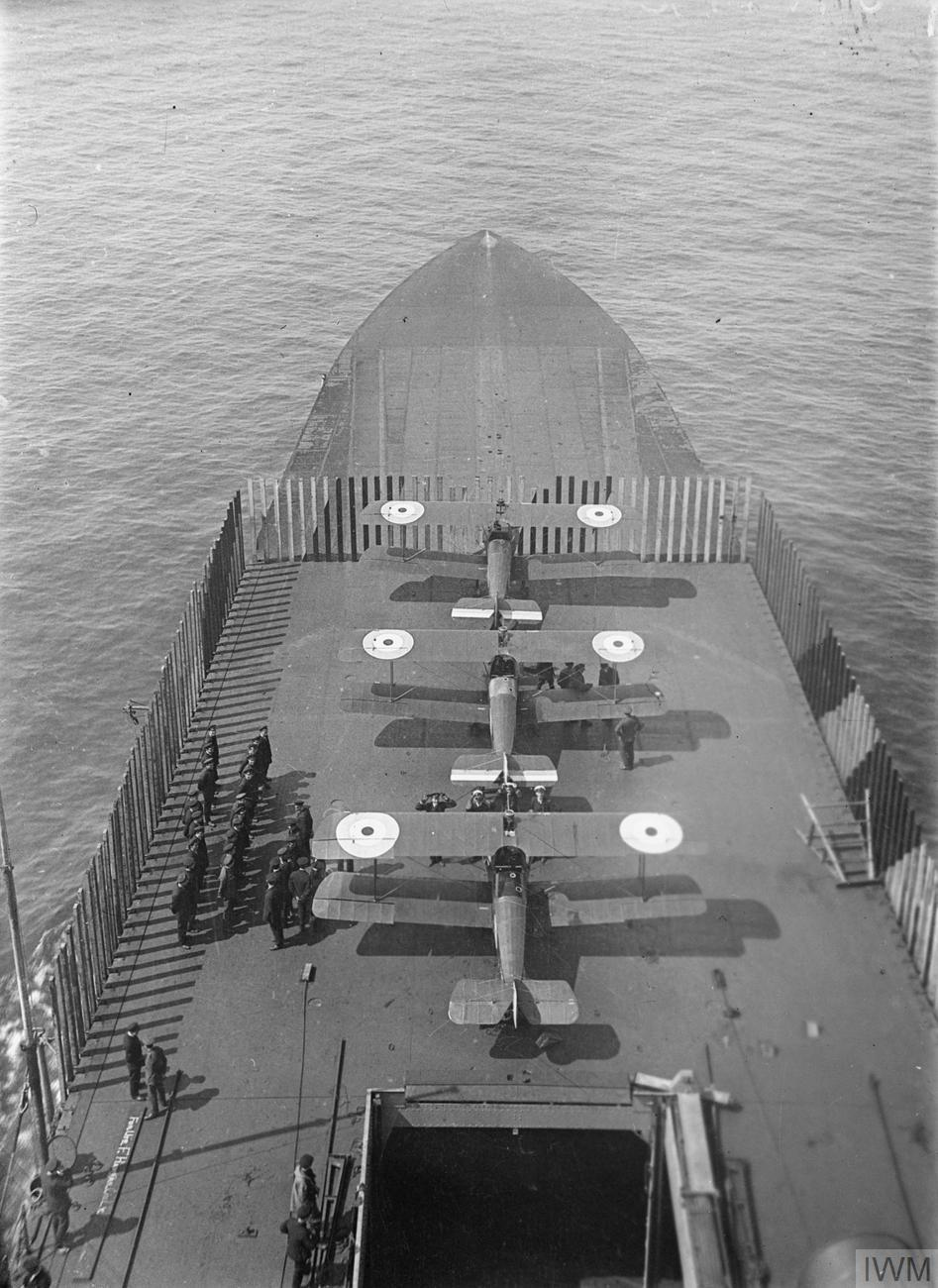
Cazas Sopwith Camel sobre la cubierta de vuelo del HMS Furious.

En su génesis, el proyecto original del HMS Furious  era el de un crucero de batalla clase Courageous que alcanzaba los 30 nudos (una velocidad notable para la época) y que como armamento principal contaba con dos torretas armadas con un cañón de 381 milímetros. Sin embargo, sólo equipó una de ellas, la de popa, que fue desmontada después de las pruebas de tiro. Fue terminado en 1917 como portahidroaviones y como transporte de globos aerostáticos con su puente original al centro. 
En 1918 se le adicionó una semicubierta para aviones biplanos con carrera de despegue corta. Entre 1921 y 1925 fue reconstruido con una doble cubierta de vuelo principal y otra más corta en el sector de proa, ligeramente semejante a su homólogo japonés, el Akagi.
En 1930 su cubierta de vuelo que abarcaba dos tercios de su eslora, alcanzando la categoría de portaaviones de línea. Su silueta fue muy similar a otro crucero reconvertido en portaviones, el HMS Glorious con el cual constituía clase, la diferencia era que el HMS Furious carecía del puente isla-chimenea.
En la década de 1930 se le agregó gran cantidad de cañones antiaéreos y en 1939 se le adicionó a estribor una estructura baja que actuaba como la isla y alojaba la instalación de un radar. 

### Segunda Guerra Mundial
Participó en la campaña de Noruega. En 1942 pasó al Mediterráneo en defensa de Malta y en apoyo de los desembarcos en África. En 1944, ya en aguas metropolitanas, lanzó a sus aviones contra el acorazado Tirpitz en Noruega en al menos tres operaciones distintas siendo estas acciones su desempeño más notable. 
Pasó a reserva en septiembre de 1944 y fue vendido para desguace en 1948.